# Gonioctena fornicata
La crisomela dell'erba medica (Gonioctena fornicata (Brüggemann, 1873)) è un coleottero appartenente alla famiglia Chrysomelidae, sottofamiglia Chrysomelinae.

## Descrizione
Questo è lungo circa 6–7 mm, la testa è nera, elitre e protorace sono di colore rosso, con due puntini neri su quest'ultimo e cinque puntini neri sulle elitre. Si nutre principalmente di piante di erba medica, Trifolium e altre Fabaceae.

## Biologia
Questa specie è reperibile principalmente in Polonia, Italia, nel sud della Russia, Albania, Bosnia, Croazia, Repubblica Ceca, Bulgaria, Grecia, Romania e nei Balcani in genere.
Gli adulti compaiono all'inizio della primavera, tuttavia già nello stadio larvale possono provocare danni alle foglie e gli steli più teneri dell'erba medica.

## Sottospecie
- Spartoxena fornicata fornicata (Bruggemann, 1873)